# Paint Horse
Paint Horse é uma raça de cavalo originária dos Estados Unidos, caracterizada por ser inteligente, musculosa, versátil, forte e atlética. A conformação musculosa, em relação à construção óssea e muscular, fazem que este cavalo seja adaptado para trabalho em fazenda. Embora geralmente com estrutura óssea forte e balanceada, o Paint é um animal considerado bonito, especialmente na área do pescoço e da cabeça. Cada cavalo tem uma combinação de grandes partes brancas com outras cores.
É uma raça relativamente nova no Brasil. O seu início se deu nos Estados Unidos, a partir da não concessão de registro de certas colorações com grande porcentagem de branco do cavalo Quarto de milha. Assim, essas colorações alternativas que eram rejeitadas acabaram formando uma nova raça, o Paint horse. O Paint é uma opção para os criadores de Quarto de milha, é um cavalo que une a versatilidade com a bela pelagem alternativa.
O nome "pinto" vindo do espanhol "pintado", se tornou para os cowboys do oeste americano "paint", assim nomeando a raça de Paint horse(Cavalo pintado). Cavalos mosqueados ou com mais de uma cor também eram chamados de "calicos".
O Paint Horse possui dois os tipos de coloração: overo e tobiano. Overo é a pelagem de fundo básica com grandes manchas brancas e irregulares; tobiano é a pelagem de fundo branco com grandes manchas de outras cores e irregulares.
Antes de ser criada a associação do cavalo Paint no Brasil, a ABQM passou a fazer um registro especial de cavalos Quarto de milha, especificando o excesso do branco. 
O paint horse é um cavalo. 